# 8 (عدد)
8 (ثمانية) هو عدد صحيح. يلي العدد 7 ويسبق العدد 9 وهو عدد طبيعي موجب.

## في الرياضيات
8 عدد غير أولي.

## في الثقافة
لفظ رقم ثمانية هو لفظ مشترك عند الكثيرين فإما نقول ثمانية في اللغة العربية الفصحى أو ثمانية كما في اللغة العربية العامية أو كما في اللغة الآرامية والسريانية أو بالشين كما في اللغة العبرية.
- في الرياضة الفكرية والحرب السلمية تأملوا لعبة الشطرنج ورقعتها المشكلة على (8×8) في مساحة قدرها أربعا وستین (64) خانة (8 أس 2) ولا يمكن للشطرنج أن تخرج عن هذا التقدير.
- المكعب يتكون من 8 زوايا.
- الثمانية هي سقف الأعداد الزوجية: 2-4-6-8.
- إن وصول شعاع الضوء إلى غلاف الكرة الأرضية يستغرق 8 دقائق تامة قد يضاف لها بضعة ثوان.
- يقول العلماء أن معدل راحة النوم عند الإنسان هو 8 ساعات.
- يعتبر اليونانيون الرقم 8 رقما ضعيفا؛ لأن مجموع عوامله يساوي سبعة، وبالتالي، الناتج أقل من الرقم الأساسي 8 أي 2+4+1=7.
- يعتبر بعض المسيحيين أن 8 هو رمز للتجدد.
- في بابل ترمز 8 إلى الشر فاعتقدت بابل أن الدورة الحياتية تنتهي بالرقم 7.
- في الهند يعتبر البراهمة 8 رقما مقدسا، ويؤمن الهنود بالإلهة الأم وهي أم ذات ثمانية أذرع.[5]
- أما في الصين فأنهم يتفاءلون كثيرا بهذا العدد فقد ذكرت إحدى الصحف هناك أن رجلَ أعمال دفع مبلغ 350 ألف جنيه ليحصل على لوحة بها العدد 8.
- يؤمن الصينيون بوجود ثمانية أرواح شريرة وثمانية أرواح خيرة.
- القصر الإمبراطوري بالصين يضم 8888 غرفة.
- يتم الاحتفال بيوم الأب في الصين في اليوم الثامن من الشهر الثامن.
- كان اليهود يمارسون الختان في اليوم الثامن بعد المولد وفي عيد التكریس كانوا يبقون ثمانية شمعات مضاءة.
- نوح كان الثامن من التسلسل المباشر من آدم.
- لقد صنف علماء الحفريات الهياكل البشرية المكتشفة إلى ثماني فصائل، أشهرها إنسان (هومو إیریکتوس) ولعدد ثمانية (8) علاقة أخرى بالإنسان، حيث البويضة الملقحة لا تنغرس في جدار الرحم (العلوق) إلا في اليوم الثامن بعد التقليح.
- إن طقم الأسنان في تجويف الفم مكون من القواطع الثماني والضواحك الثماني والطواحن الثماني، وتبقى الأنياب والعواقل أربعا أربعا فيكون المجموع اثنتين وثلاثين سنا کلها تقبل القسمة على عدد ثمانية.[6]
- في حساب الجمل يأخذ حرف الحاء (ح) القيمة العديدية ثمانية (8). الحاء (ح): هو الحرف السادس من حروف منظومة الهجاء العربية. وهو في حساب الجمل عبارة عن الرقم ثمانية (8).[7]

## في الدين

### الإسلام
- ﴿قَالَ إِنِّي أُرِيدُ أَنْ أُنْكِحَكَ إِحْدَى ابْنَتَيَّ هَاتَيْنِ عَلَى أَنْ تَأْجُرَنِي ثَمَانِيَ حِجَجٍ فَإِنْ أَتْمَمْتَ عَشْرًا فَمِنْ عِنْدِكَ وَمَا أُرِيدُ أَنْ أَشُقَّ عَلَيْكَ سَتَجِدُنِي إِنْ شَاءَ اللَّهُ مِنَ الصَّالِحِينَ ۝٢٧﴾ [8] (سورة القصص)
- ﴿ثَمَانِيَةَ أَزْوَاجٍ مِنَ الضَّأْنِ اثْنَيْنِ وَمِنَ الْمَعْزِ اثْنَيْنِ قُلْ آلذَّكَرَيْنِ حَرَّمَ أَمِ الْأُنْثَيَيْنِ أَمَّا اشْتَمَلَتْ عَلَيْهِ أَرْحَامُ الْأُنْثَيَيْنِ نَبِّئُونِي بِعِلْمٍ إِنْ كُنْتُمْ صَادِقِينَ ۝١٤٣﴾ [9] (سورة الأنعام)
- ﴿سَيَقُولُونَ ثَلَاثَةٌ رَابِعُهُمْ كَلْبُهُمْ وَيَقُولُونَ خَمْسَةٌ سَادِسُهُمْ كَلْبُهُمْ رَجْمًا بِالْغَيْبِ وَيَقُولُونَ سَبْعَةٌ وَثَامِنُهُمْ كَلْبُهُمْ قُلْ رَبِّي أَعْلَمُ بِعِدَّتِهِمْ مَا يَعْلَمُهُمْ إِلَّا قَلِيلٌ فَلَا تُمَارِ فِيهِمْ إِلَّا مِرَاءً ظَاهِرًا وَلَا تَسْتَفْتِ فِيهِمْ مِنْهُمْ أَحَدًا ۝٢٢﴾ [10] (سورة الكهف)
- ﴿خَلَقَكُمْ مِنْ نَفْسٍ وَاحِدَةٍ ثُمَّ جَعَلَ مِنْهَا زَوْجَهَا وَأَنْزَلَ لَكُمْ مِنَ الْأَنْعَامِ ثَمَانِيَةَ أَزْوَاجٍ يَخْلُقُكُمْ فِي بُطُونِ أُمَّهَاتِكُمْ خَلْقًا مِنْ بَعْدِ خَلْقٍ فِي ظُلُمَاتٍ ثَلَاثٍ ذَلِكُمُ اللَّهُ رَبُّكُمْ لَهُ الْمُلْكُ لَا إِلَهَ إِلَّا هُوَ فَأَنَّى تُصْرَفُونَ ۝٦﴾ [11] (سورة الزمر)
- ﴿سَخَّرَهَا عَلَيْهِمْ سَبْعَ لَيَالٍ وَثَمَانِيَةَ أَيَّامٍ حُسُومًا فَتَرَى الْقَوْمَ فِيهَا صَرْعَى كَأَنَّهُمْ أَعْجَازُ نَخْلٍ خَاوِيَةٍ ۝٧﴾ [الحاقة:7] [12] (سورة الحاقة)
- ﴿وَالْمَلَكُ عَلَى أَرْجَائِهَا وَيَحْمِلُ عَرْشَ رَبِّكَ فَوْقَهُمْ يَوْمَئِذٍ ثَمَانِيَةٌ ۝١٧﴾ [12] (سورة الحاقة)